# ويندي هيلير
ويندي هيلير (بالإنجليزية: Wendy Hiller)‏ هي ممثلة بريطانية، ولدت في 15 أغسطس 1912 بستوكبورت في المملكة المتحدة، وتوفيت في 14 مايو 2003 في المملكة المتحدة. من الجوائز التي نالتها جائزة الأوسكار لأفضل ممثلة مساعدة عن عمل طاولات منفصلة سنة 1959.

## أعمال

### أفلام
- (1938) بجماليون
- (1958) طاولات منفصلة
- (1960) أبناء وأحباء
- (1966) رجل لكل العصور
- (1974) جريمة في قطار الشرق السريع[10][11][12]
- (1980) الرجل الفيل

## جوائز وترشيحات
جوائز
- جائزة الأوسكار لأفضل ممثلة مساعدة، عن عمل: طاولات منفصلة (1959)

ترشيحات
- جائزة الأوسكار لأفضل ممثلة مساعدة، عن عمل: رجل لكل العصور (1966)
- جائزة الأوسكار لأفضل ممثلة مساعدة، عن عمل: طاولات منفصلة (1966)
- جائزة الأوسكار لأفضل ممثلة، عن عمل: بجماليون
- جائزة توني لأفضل ممثلة مسرحية [الإنجليزية]‏ (1958)

## وصلات خارجية
- ويندي هيلير على موقع IMDb (الإنجليزية)
- ويندي هيلير على موقع الموسوعة البريطانية (الإنجليزية)
- ويندي هيلير على موقع مونزينجر (الألمانية)
- ويندي هيلير على موقع ألو سيني (الفرنسية)
- ويندي هيلير على موقع تيرنر كلاسيك موفيز (الإنجليزية)
- ويندي هيلير على موقع أول موفي (الإنجليزية)
- ويندي هيلير على موقع قاعدة بيانات برودواي على الإنترنت (الإنجليزية)
- ويندي هيلير على موقع قاعدة بيانات برودواي على الإنترنت (الإنجليزية)
- ويندي هيلير على موقع قاعدة بيانات الأفلام السويدية (السويدية)
- ويندي هيلير على موقع إن إن دي بي (الإنجليزية)